# Spilogona transvaalensis
Spilogona transvaalensis är en tvåvingeart som beskrevs av Zielke 1970. Spilogona transvaalensis ingår i släktet Spilogona och familjen husflugor. Inga underarter finns listade i Catalogue of Life.